# Шоанинський храм
Шоанинский храм (карач.-балк. Чууана клиса, ос. Суаны Уастырджы) — християнський собор, що відноситься до історичної аланської єпархії, зведений в кінці X століття, розташований на території сучасної Карачаєво-Черкесії. Церква представляє з себе купольний храм типу вписаного хреста і повторює, деяким чином модифікуючи, форми Північного Зеленчуцького храму.

## Опис
Розташований на південно-східному відрозі гори Шоана (карач.-балк. Чуўана), на лівому березі Кубані, в стратегічно важливому місці неподалік від її злиття з р. Теберда. Храм знаходиться над осетинським селом імені Коста Хетагурова за 7 км на північ від міста Карачаєвська.
Храм виконаний у візантійській архітектурній традиції і в плані являє трьохапсидну (апсиди трохи звужені стосовно нефів), тринавну, хрестово-купольну споруду з чотирма квадратними стовпами, які несуть триступінчаті підпружні арки і голову. Довжина будівлі з заходу на схід — 12,9 м, висота дорівнює довжині, ширина по західному фасаду — 8,9 м. Храм має два закритих склепінних притвори з північної і південної сторін. Форма первісного покриття храму не цілком зрозуміла. На даний момент відновлено щипцевий дах, але існує версія про те, що раніше черепиця кріпилася на напівкруглі "закомари". Храм має восьмигранний, восьмивікрнний барабан: кожна грань завершується нависає бровкою-архівольтом на розташованих на кутах консолях, загальних для сусідніх арок. Сучасне багатогранне покриття барабана не спирається на які-небудь наукові дані. 
Традиційна для візантійських будівель плінфа використовується лише в арках, основний обсяг складений із пісковикових квадрів грубої обробки на вапні з буто-бетонним заповненням всередині стіни. Вікна також перекриті не аркою з плінфи, а каменем з виточеним в ньому півкруглим завершенням. У кладці видно численні отвори для лісів, а в отворі в західній частині південної стіни навіть зберігся шматок дерев'яної балки, яку будівельники не змогли вийняти і відпиляли. Для зведення храму потрібні потужні кам'яні субструкції. Фасадний декор церкви дуже скупий: присутній карниз з кам'яних плиток, плинфяні бровки на барабані і кам'яні бровки над деякими вікнами. Зовні Шоанинський храм, як і всі аланські купольні храми, був покритий тонким шаром штукатурної затирки-обмазки (читається на швах), а всередині оштукатурений і прикрашений орнаментами

## Історія
Схил, на якому розташований храм, раніше був щільно заселений, про що свідчать залишки численних древніх будівель. В поселенні, як і всередині самого храму, залишилася велика кількість поховань. Незважаючи на це, початкова функція храму залишається невідомою. Шоанинський храм являє собою зменшену копію Північного Зеленчуцького (без нартексу і західного притвору). А.Ю. Виноградов і Д.В. Білецький вважають, що храм побудувала місцева артіль, повторює престижний зразок, але технічно краще навчена і вільно трактувавша обрану форму. Ідентифікувати артіль з конкретною школою на даний момент важко. Не збереглося ніяких письмових свідчень, що дозволяють точно датувати церкву. Лише декорація Шоанинського храму проливає деяке світло на його хронологію. Залишки фрескового живопису споріднені другому шару розпису в Сентинському храмі. Тому ймовірно церква в Шоані була побудована до кінця Х — початку XI ст. Таким чином, Шоанинський храм був побудований після Середнього Зеленчуцького (950-960-і рр..), Сентинського (965 р.) і Північного Зеленчуцького (кінець 960-х — 970-х рр.) храмів, він відноситься до третього етапу храмового будівництва в Аланії після повернення до християнства близько 950 р..
В кінці XIX ст. Шоанинський храм був перетворений на церкву скиту Олександро-Афонського монастиря. Храм був оштукатурений,  замінено дах, а межі перебудовані.

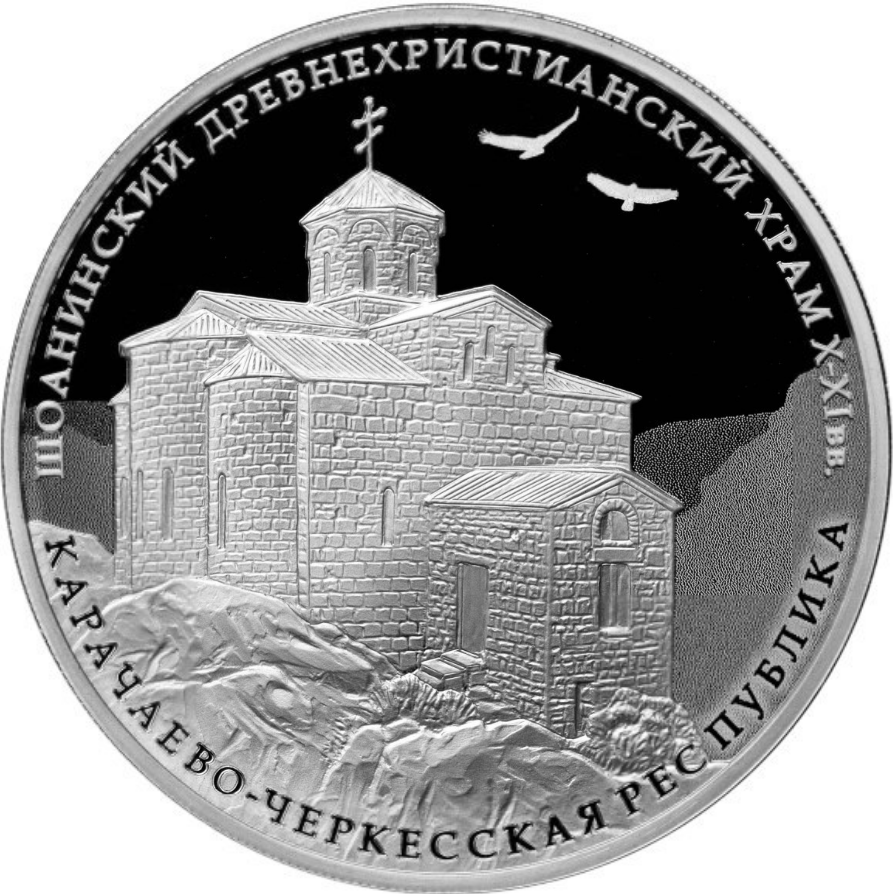
Монета Банку Росії

У 2007 році жителі села імені Коста Хетагурова після низки звернень в уряд республіки справили самовільний ремонт собору. При цьому була грубо збита пізня штукатурка в інтер'єрі храму, під якою знаходилася  первісна обмазка. В результаті частина цієї обмазки загинула, а на відкритих частинах в даний час є залишки стародавнього декоративного розпису, грецькі, арабські, грузинські, вірменські та російські написи різних епох і численні північнокавказькі родові знаки-тамги. Східна частина храму, що зі сторони села, була побілена. 
30 квітня 2011 року невідомі підпалили храм, однак пожежу швидко ліквідовано, а внутрішнє оздоблення та ікони не постраждали.
16 лютого 2016 року в Росії випущена в обіг срібна пам'ятна монета номіналом 3 рублі, присвячена Шоанинському храму.

## Галерея

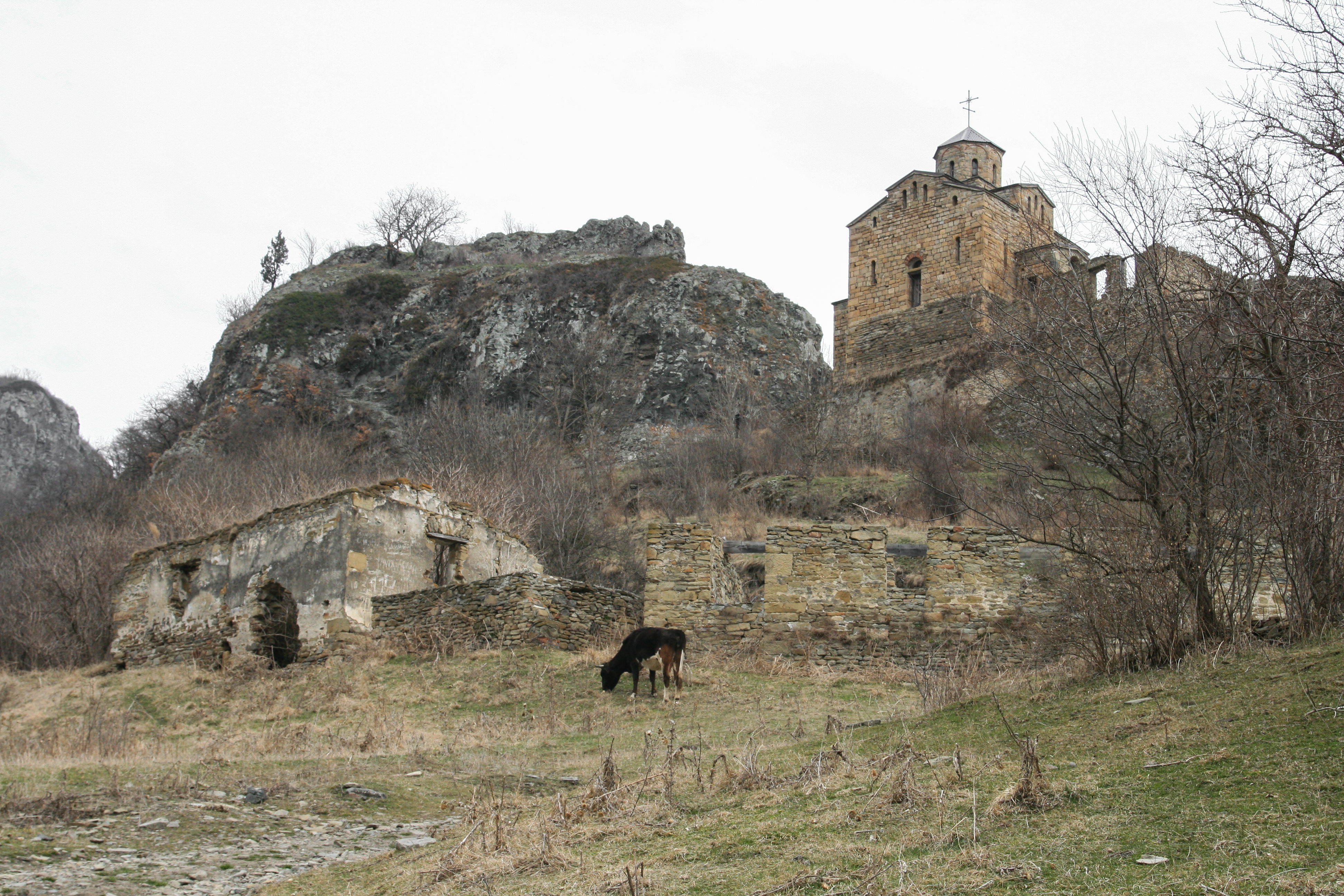
Шоанинский храм. Вид з південно-західної сторони.
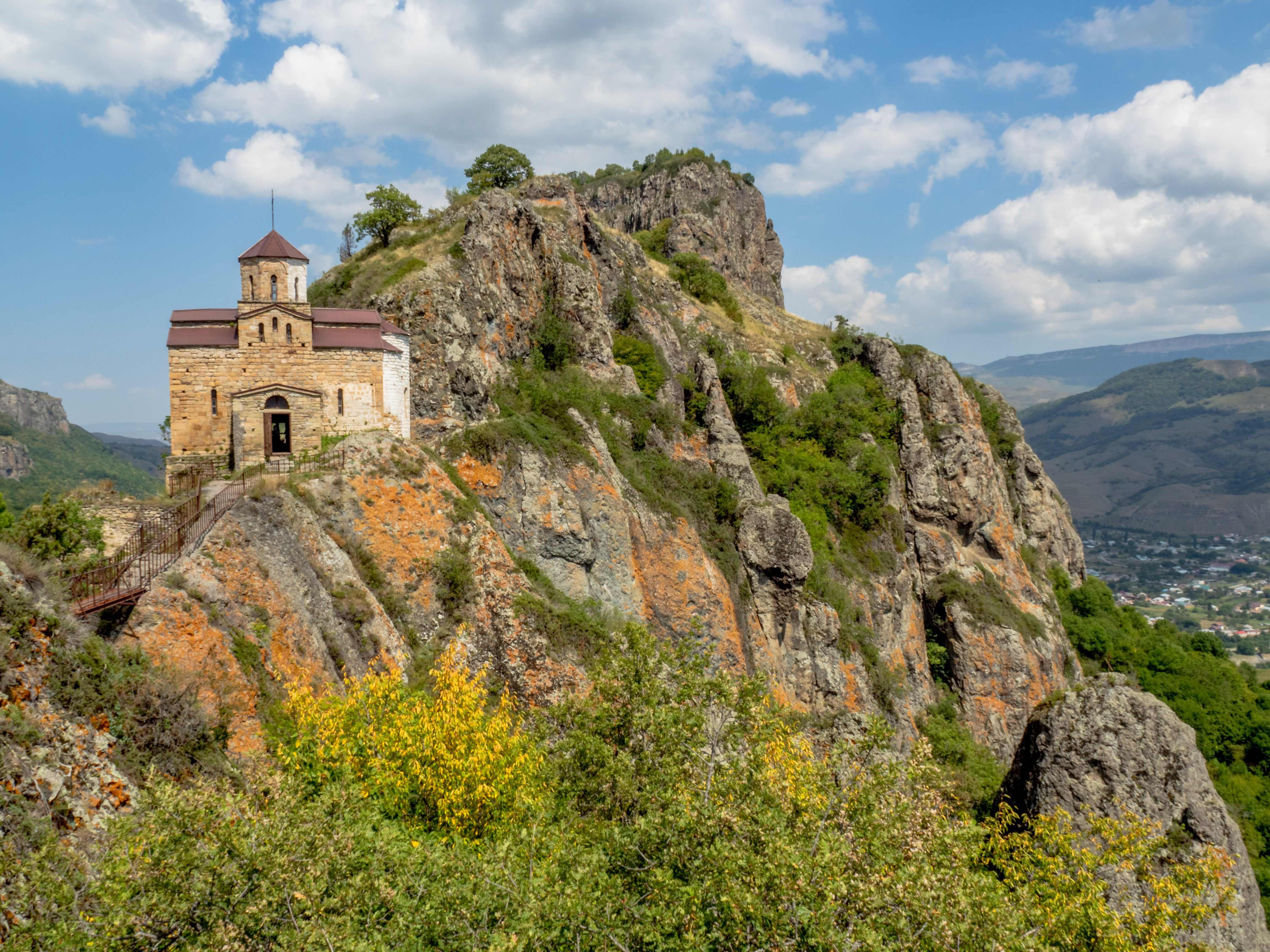
Вигляд з південного боку
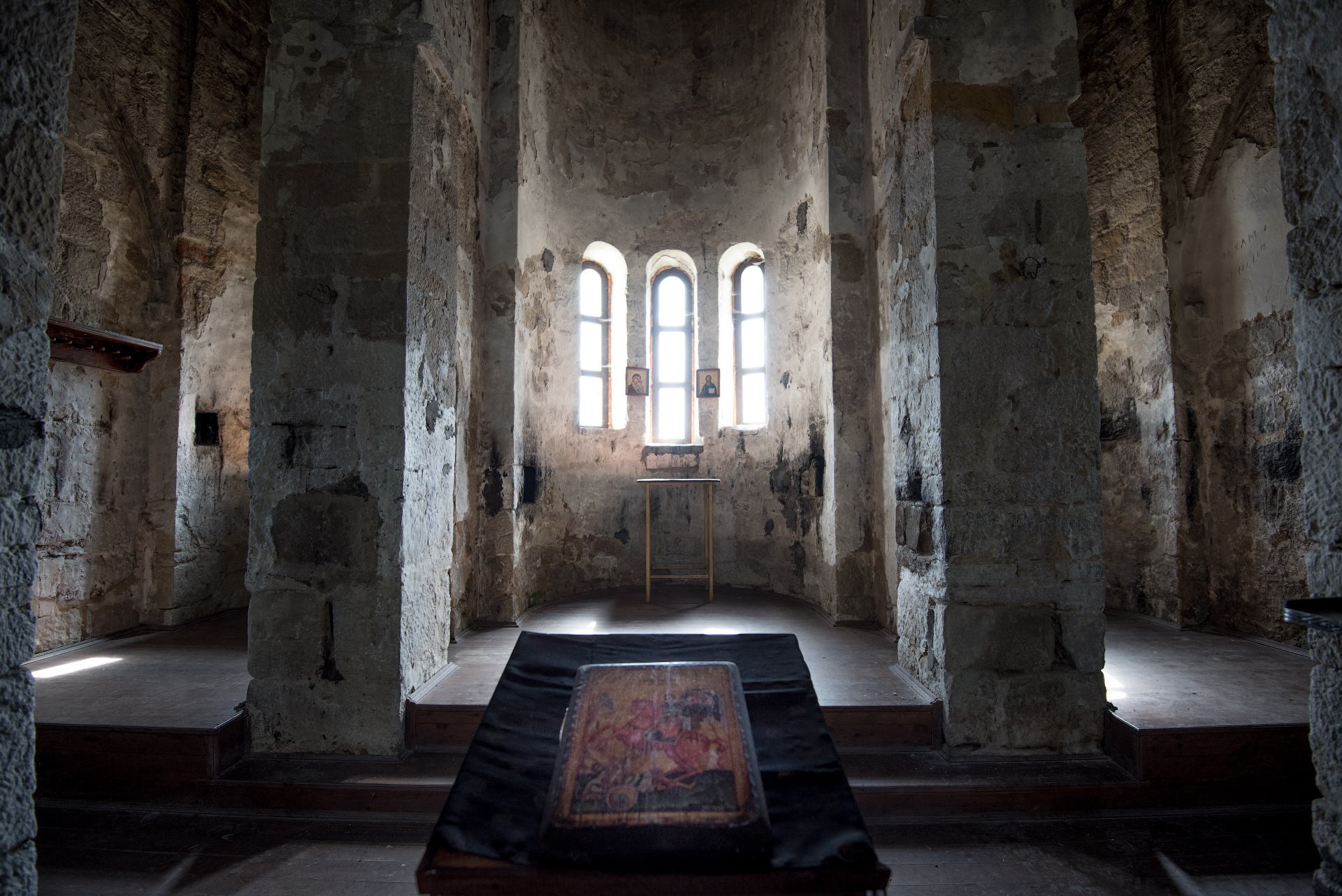
Інтер'єр. Наос і центральна апсида
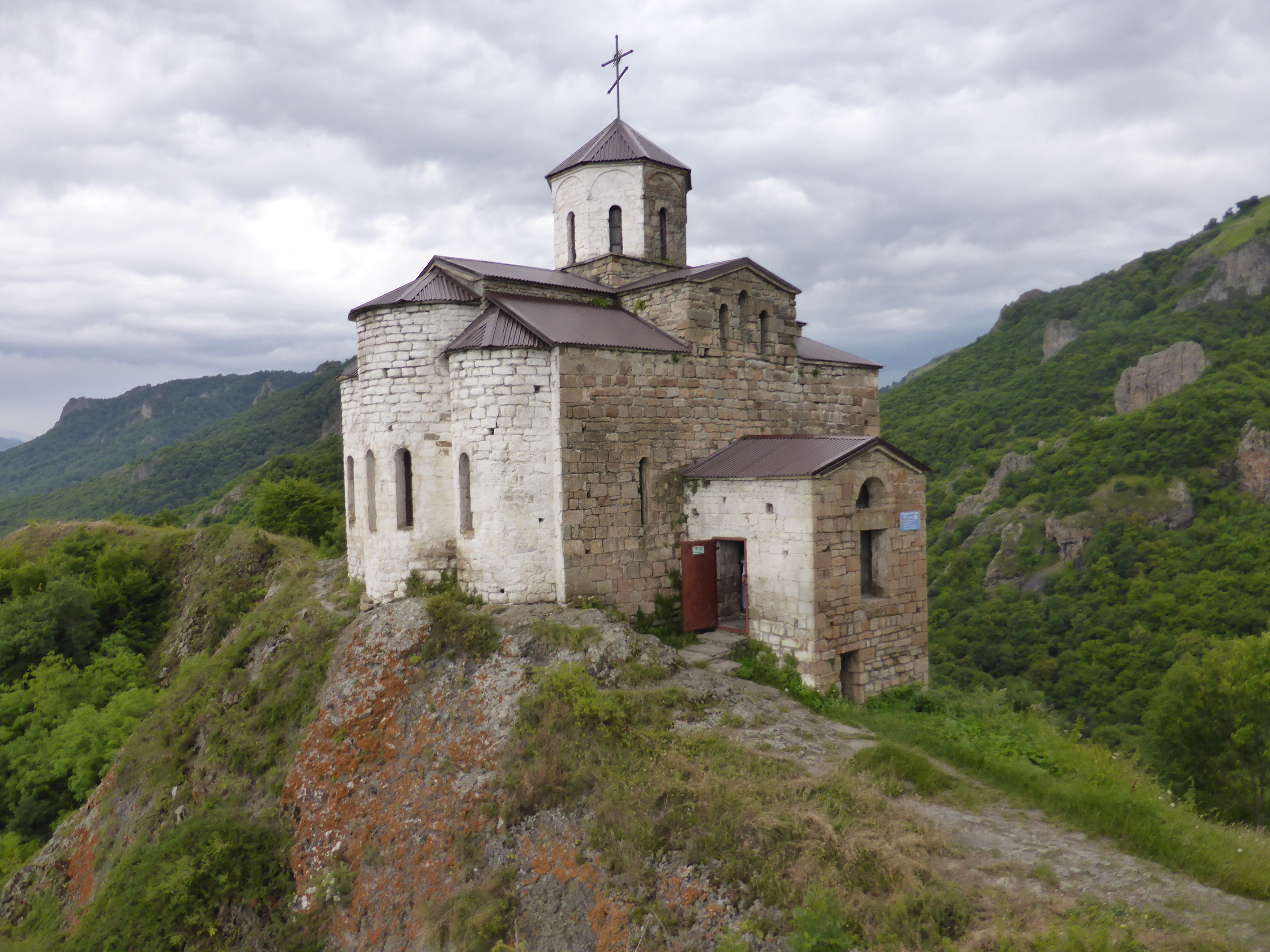
Вид з північно-східної сторони. Сучасна побілка 2000-х рр.
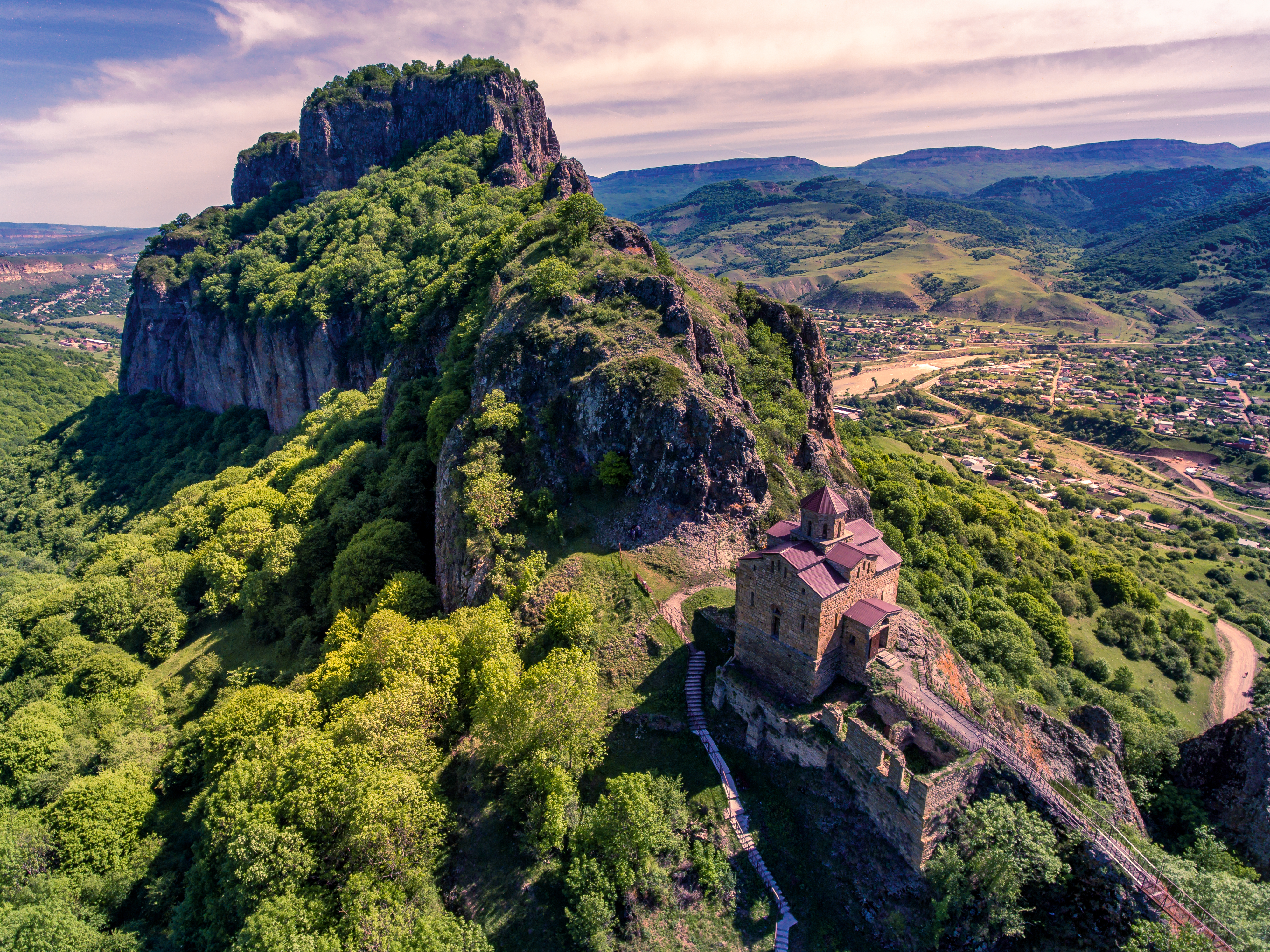
Панорамний вид на Шоанинський храм, м. Шоана та селище імені Коста Хетагурова